# Kind of Blue
Kind of Blue är ett jazzalbum från 1959 av Miles Davis. Albumet är den mest sålda jazzskivan genom tiderna. Kind of Blue är en legendarisk skiva och anses av många vara en av de bästa i sin genre.
Skivan blev som ett av få jazzalbum medtaget i magasinet Rolling Stones lista The 500 Greatest Albums of All Time på plats 12. Sedan år 2002 finns albumet upptaget i USA:s kongressbiblioteks National Recording Registry.

## Låtlista
| 1. | So What            | Miles Davis       | 9:04 |
| 2. | Freddie Freeloader | Davis             | 9:34 |
| 3. | Blue in Green      | Davis, Bill Evans | 5:27 |

| 1. | All Blues         | Davis        | 11:33 |
| 2. | Flamenco Sketches | Davis, Evans | 9:26  |

| 6. | Flamenco Sketches (alternativ tagning) | Miles Davis, Bill Evans | 9:32 |

## Musiker
- Miles Davis – trumpet
- Cannonball Adderley – altsaxofon (spår 1, 2, 4–6)
- John Coltrane – tenorsaxofon
- Wynton Kelly – piano (spår 2)
- Bill Evans – piano (spår 1, 3–6)
- Paul Chambers – bas
- Jimmy Cobb – trummor